# Camp de César (Jabreilles-les-Bordes)
Pour les articles homonymes, voir Camp de César.
Le camp de César de Jabreilles-les-Bordes est une enceinte quadrilatère datant de l'âge du FER et située à Jabreilles-les-Bordes, en France.

## Localisation
Le camp est situé dans le département français de la Haute-Vienne, sur la commune de Jabreilles-les-Bordes, au lieu-dit des Bois-Taillis.

## Historique
Le camp date de l'âge du fer.
L'édifice est inscrit au titre des monuments historiques en 1984.